# Grevelingskanaal

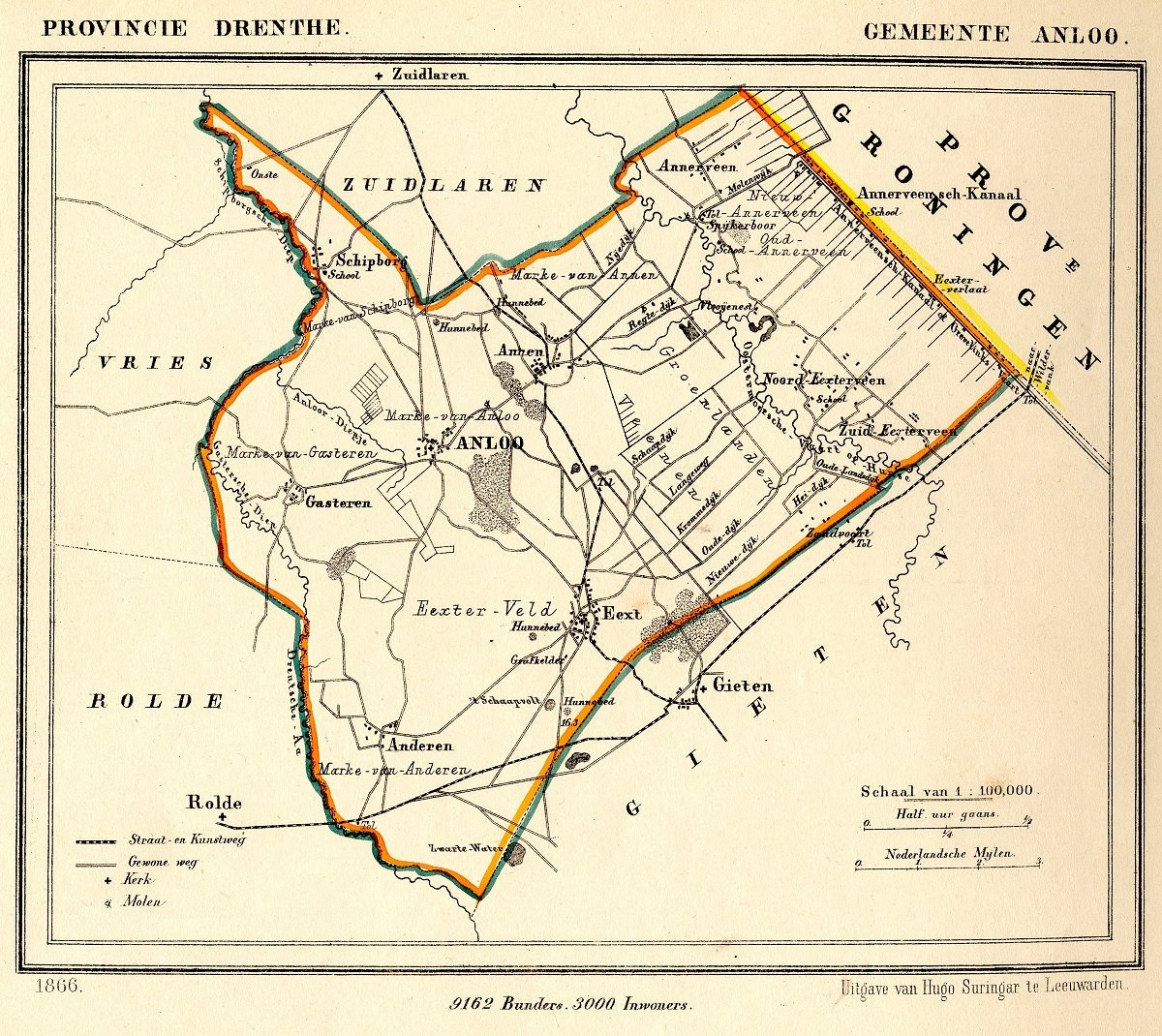
De "Grevelinks-Vaart" en "Annerveensch-Kanaal" op een kaart van de gemeente Anloo uit 1866

Het Grevelingskanaal is een kanaal in de Nederlandse provincie Drenthe, dat het Kielsterdiep bij Bareveld verbindt met het Stadskanaal. Aan het kanaal, dat is genoemd naar Lambartus Grevijlink (1735-1815) liggen de dorpen Annerveenschekanaal en Eexterveenschekanaal. Het kanaal was van groot belang voor de afvoer van de turf uit het Oostermoer en – later – voor de aardappelmeelindustrie. Nu is het Grevelingskanaal een belangrijke recreatieve schakel tussen de wateren van Noord-Drenthe en die van Oost-Groningen.

## Geschiedenis
In 1764 werd de “Annerveensche Heerencompagnie” ter ontginning van de Anner- en Eextervenen opgericht. De stuwende kracht achter deze compagnie was de landmeter, ingenieur en vervener Lambartus Grevijlink, zoon van de herbergier en verlaatmeester van het Spijkerboorse verlaat Willem Grevijlink. Samen met vader en zoon Grevijlink participeerden nog vier heren in de compagnie: de secretaris en de ontvanger-generaal van de Landschap Drenthe Coenraad Wolter Ellents en Johannes van Lier, de schulte van Anloo, Gieten en Zuidlaren Jan Rudolf Böttichius en de schulte van de Wijk Willem Hiddingh sr. Het lukte Grevijlink om enerzijds belastingvrijstelling te krijgen van de Landschap Drenthe en anderzijds toestemming te verkrijgen van Groningen voor het vervoer van de Drentse turf over Groninger kanalen, die eigendom waren van de stad Groningen.
In 1771 kon de Heerencompagnie beginnen met het graven van het kanaal dat op 20 roeden ten zuidwesten van en evenwijdig aan de Semslinie was geprojecteerd. In 1780 was het gereed en zou het het Kielsterdiep verbinden met het Stadskanaal en met het Wildervankster Oosterdiep. De stad Groningen stond die verbinding bij Bareveld echter niet toe. Ook niet toen er in 1817 een convenant tot stand kwam tussen de stad en de eigenaren van de Drentse venen. In dit convenant werd geregeld dat de turf zuidoostelijk van Bareveld vervoerd zou worden via het Oosterdiep en de turf noordwestelijk van Bareveld via het Grevlingskanaal en het Kieldiep. Pas in 1870 werd de dam bij Bareveld doorgestoken wat voor de turfvaart de weg naar Groningen aanmerkelijk bekortte. Door het convenant bereikte de stad Groningen dat alle turf uit de in het oosten van de provincie Drenthe gelegen veengebieden afgevoerd zou worden via het Stadskanaal. Dat leverde de stad Groningen in de periode 1816-1848 bijna een miljoen gulden op.